# Daisuke Nakaharai
Daisuke Nakaharai (中払 大介?, Nakaharai Daisuke; Prefettura di Shizuoka, 22 maggio 1977) è un ex calciatore giapponese, di ruolo centrocampista.